# Iglesia de Santa Catalina de Italia (La Valeta)
La iglesia de Santa Catalina de Alejandría (en maltés: Knisja ta' Santa Katerina ), comúnmente conocida como la iglesia de Santa Catalina de Italia (en maltés: Knisja ta' Santa Katerina tal-Italja, en italiano: Chiesa di Santa Caterina d'Italia) es una iglesia católica en La Valeta, la capital de Malta. Fue construido por la Lengua Hospitalaria de Italia y sirve como iglesia parroquial de la comunidad italiana de Malta.

## Historia
La iglesia fue construida en 1576 por los caballeros italianos de la Orden de Malta para servir como su iglesia. Fue construida junto al Albergue de Italia. Girolamo Cassar fue el encargado de redactar los planos de ambos inmuebles. En el siglo XVII la iglesia se amplió. A la capilla existente se le añadió un templo octogonal. La capilla original fue transformada en un santuario. Desde 2001 hasta 2011 el edificio fue restaurado. En la actualidad sigue sirviendo como iglesia parroquial de la comunidad italiana de Malta.
El edificio figura en el Inventario Nacional de Bienes Culturales de las Islas Maltesas.

## Obras de arte
El cuadro titular fue pintado por Mattia Preti. Representa el martirio de Santa Catalina de Alejandría. Preti donó la pintura a la iglesia después de su llegada a Malta. La cúpula de la iglesia también fue pintada por Preti. Lo dibujó con decoraciones de estuco pintado y patrones ornamentales en gris y dorado.

## Galería

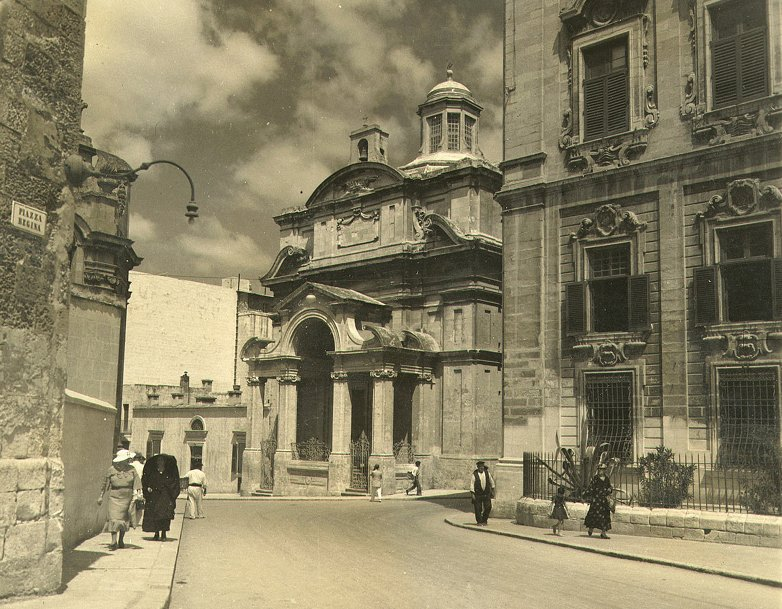
En 1934
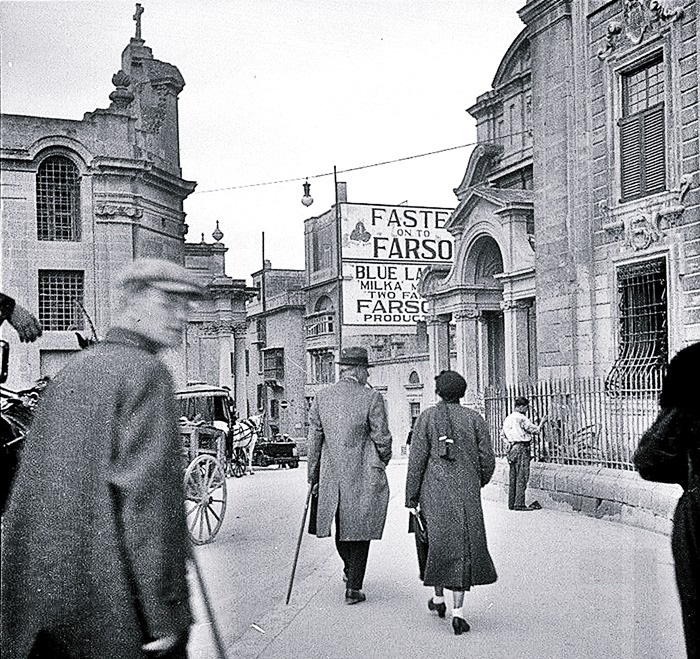
En 1937
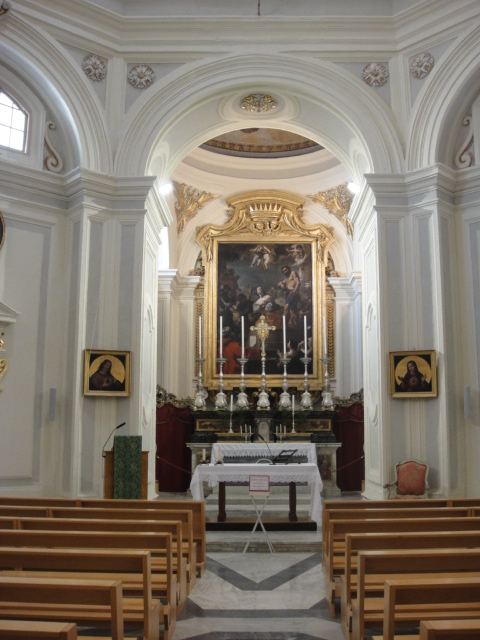
Nave y altar
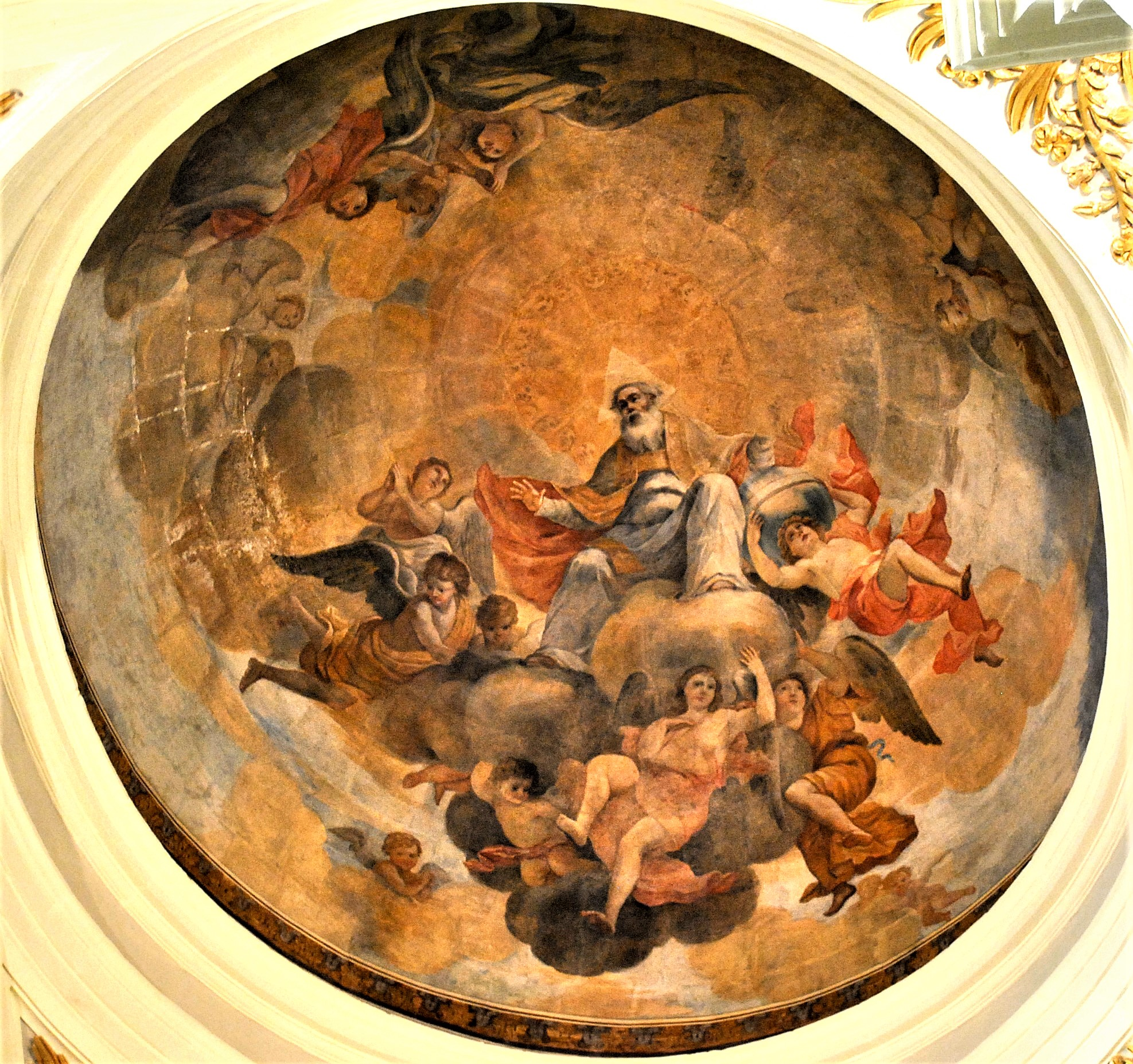
Fresco en el luneto
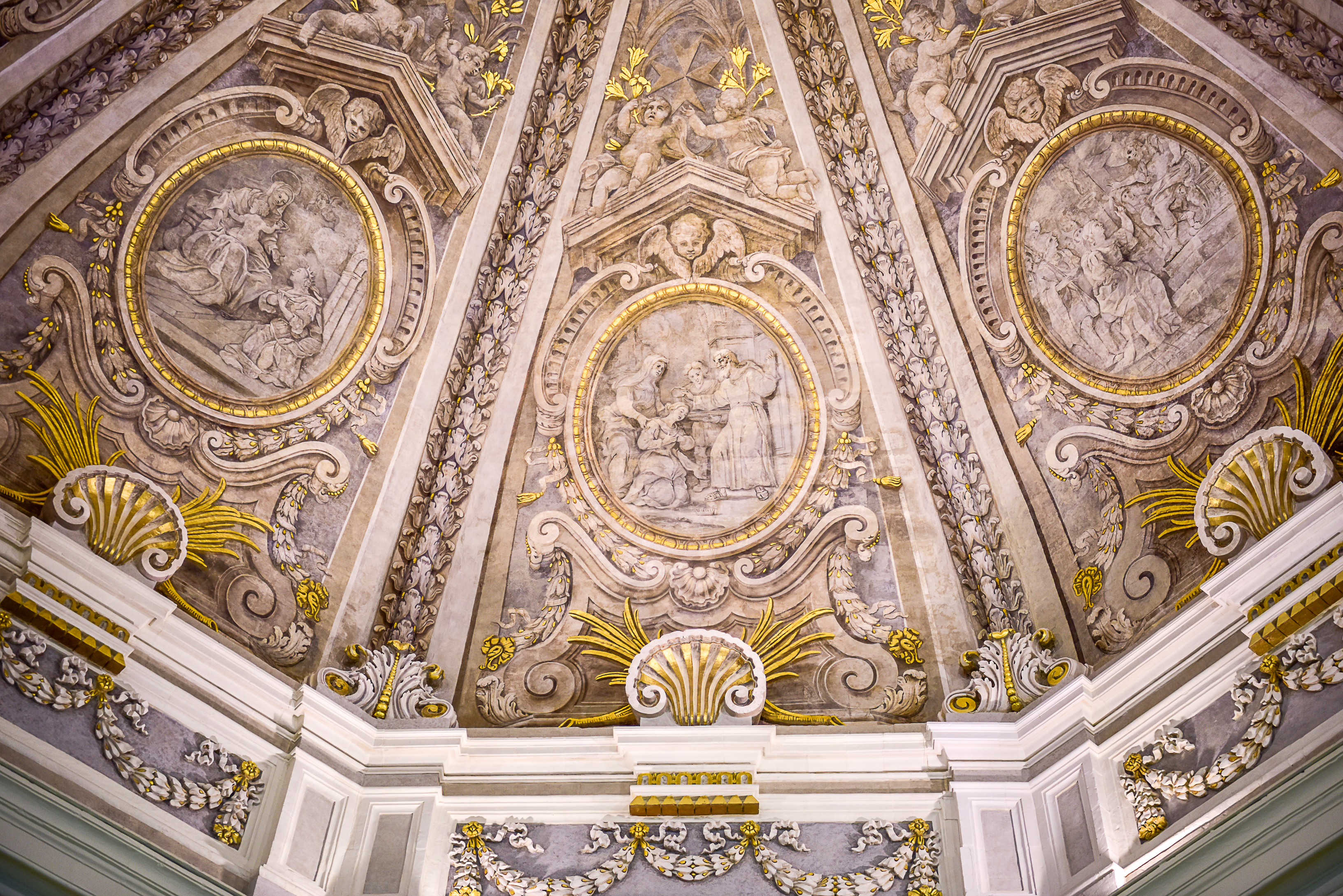
Detalle de la cúpula